# Dasyornis brachypterus
Dasyornis brachypterus е вид птица от семейство Dasyornithidae. Видът е застрашен от изчезване.

## Разпространение
Разпространен е в Австралия.